# Towner (Dakota du Nord)
Pour les articles homonymes, voir Towner.
Ne pas confondre avec le comté situé dans le même État, le comté de Towner.
La ville de Towner est le siège du comté de McHenry, dans l’État du Dakota du Nord, aux États-Unis. Sa population s’élevait à 533 habitants lors du recensement de 2010, estimée à 535 habitants en 2018.
Towner fait partie de l’agglomération de Minot.

## Histoire
Towner a été fondée en 1886. La localité a été nommée en hommage à un des premiers habitants, O. M. Towner, qui possédait un ranch.

## Démographie
| 1890 | 1900 | 1910 | 1920 | 1930 | 1940 |
| ---- | ---- | ---- | ---- | ---- | ---- |
| 211  | 331  | 691  | 610  | 622  | 918  |

| 1950 | 1960 | 1970 | 1980 | 1990 | 2000 |
| ---- | ---- | ---- | ---- | ---- | ---- |
| 955  | 948  | 870  | 867  | 669  | 574  |

| 2010 | - | - | - | - | - |
| ---- | - | - | - | - | - |
| 533  | - | - | - | - | - |

## Climat
Selon la classification de Köppen, Towner a un climat continental humide, abrégé Dfb.

## Source
- (en) Cet article est partiellement ou en totalité issu de l’article de Wikipédia en anglais intitulé « Towner, North Dakota » (voir la liste des auteurs).